# Bermudorhynchus sterreri
Bermudorhynchus sterreri är en plattmaskart som beskrevs av Tor Karling 1978. Bermudorhynchus sterreri ingår i släktet Bermudorhynchus och familjen Polycystididae. Inga underarter finns listade i Catalogue of Life.